# 33503 Dasilvaborges
33503 Dasilvaborges este o planetă minoră (asteroid), cu un diametru de 6,618 km, din centura de asteroizi. A fost descoperită pe 15 aprilie 1999 la Experimental Test Site⁠(d) de Lincoln Near-Earth Asteroid Research. 
Obiectul prezintă o orbită caracterizată de o semiaxă mare de 2,3881063 UAi, o excentricitate de 0,09, o înclinație de 2,8964 ° în raport cu ecliptica.